# Narodowy Fundusz Zdrowia
Narodowy Fundusz Zdrowia (NFZ) – państwowa osoba prawna działająca na podstawie ustawy z dnia 27 sierpnia 2004 r. o świadczeniach opieki zdrowotnej finansowanych ze środków publicznych oraz na podstawie nadanego statutu. Fundusz wypełnia w polskim systemie opieki zdrowotnej funkcję płatnika: ze środków pochodzących z obowiązkowych składek ubezpieczenia zdrowotnego, NFZ finansuje świadczenia zdrowotne udzielane ubezpieczonym i refunduje leki.

## Geneza
Stworzenie NFZ było częściową realizacją obietnic wyborczych SLD. Podobnie jak wiele innych partii politycznych, Sojusz deklarował w wyborach 2001 roku likwidację kas chorych. Proponował zastąpienie ich kilkoma funduszami zdrowia. Po wyborach zwyciężyła inna koncepcja, forsowana przez ministra zdrowia Mariusza Łapińskiego – powołania jednej, scentralizowanej instytucji rządowej.
Projekt ustawy wpłynął do Sejmu latem 2002 roku i mimo sprzeciwu wielu środowisk został 23 stycznia 2003 roku uchwalony przez Sejm (ustawa o powszechnym ubezpieczeniu w Narodowym Funduszu Zdrowia).
7 stycznia 2004 Trybunał Konstytucyjny orzekł, że znaczna część przepisów ustawy o powszechnym ubezpieczeniu w Narodowym Funduszu Zdrowia jest niezgodna z Konstytucją. Trybunał zakwestionował m.in. brak precyzji przepisów, brak gwarancji równego dostępu do świadczeń medycznych, iluzoryczność prawnych gwarancji opieki medycznej – brak precyzyjnego określenia, co przysługuje ubezpieczonym, wyjęcie finansów funduszu spod kontroli parlamentu i ubezpieczonych, konfliktogenne uregulowanie przepisów określających relacje między prezesem NFZ a ministrem zdrowia. Sejm został zmuszony uchwalić nową ustawę w 2004 r.

## Organizacja i zasady działania
Głównymi organami NFZ są Rada i Prezes Funduszu, a także rady oddziałów wojewódzkich Funduszu i ich dyrektorzy. 10-osobową Radę Funduszu powołuje premier na 5-letnią kadencję. Prezesa Funduszu powołuje minister właściwy ds. zdrowia po zasięgnięciu opinii Rady Funduszu. Struktura organizacyjna NFZ składa się z Centrali, Oddziałów Wojewódzkich oraz ich delegatur.
Oddziały Wojewódzkie działają w każdym województwie. Istnieją więc oddziały:
- (01R) Dolnośląski,
- (02R) Kujawsko-Pomorski,
- (03R) Lubelski,
- (04R) Lubuski,
- (05R) Łódzki,
- (06R) Małopolski,
- (07R) Mazowiecki,
- (08R) Opolski,
- (09R) Podkarpacki,
- (10R) Podlaski,
- (11R) Pomorski,
- (12R) Śląski,
- (13R) Świętokrzyski,
- (14R) Warmińsko-Mazurski,
- (15R) Wielkopolski,
- (16R) Zachodniopomorski.

Każdy z oddziałów ma przyporządkowany sobie nr oddziału (wymagany jest on np. na blankietach recept).
Do zadań NFZ należy przede wszystkim:
- określanie jakości i dostępności oraz analiza kosztów świadczeń opieki zdrowotnej w zakresie niezbędnym dla prawidłowego zawierania umów o udzielanie świadczeń opieki zdrowotnej oraz refundacja kosztów świadczeń udzielonych ubezpieczonym
- przeprowadzanie konkursów ofert, rokowań i zawieranie umów o udzielanie świadczeń opieki zdrowotnej, a także monitorowanie ich realizacji i rozliczanie,
- finansowanie świadczeń opieki zdrowotnej udzielanych świadczeniobiorcom innym niż ubezpieczeni spełniającym kryterium dochodowe;
- opracowywanie, wdrażanie, realizowanie i finansowanie programów zdrowotnych;
- wykonywanie zadań zleconych, w tym finansowanych przez ministra właściwego do spraw zdrowia, w szczególności realizacja programów zdrowotnych;
- monitorowanie ordynacji lekarskich;
- promocja zdrowia;
- prowadzenie Centralnego Wykazu Ubezpieczonych;
- prowadzenie wydawniczej działalności promocyjnej i informacyjnej w zakresie ochrony zdrowia;
- koordynacja i refundacja kosztów świadczeń udzielonych ubezpieczonym w granicach Unii Europejskiej.

## Budżet, zatrudnienie i wynagrodzenia
Najważniejszym dokumentem Narodowego Fundusz Zdrowia jest roczny plan finansowy.
W 2015 przychody NFZ wyniosły 69,8 mld zł, przeciętne zatrudnienie w przeliczeniu na pełne etaty 5184 osoby, a średnie miesięczne wynagrodzenie brutto 5079 zł.

## Osoby kierujące NFZ
Prezesi
- Aleksander Nauman od kwietnia 2003 do 23 maja 2003
- Maciej Tokarczyk od 3 lipca 2003 do 4 października 2003
- Krzysztof Panas od 7 października 2003 do 6 marca 2004
- Lesław Abramowicz od 9 marca 2004 do 7 września 2004
- Marek Lejk, p.o. prezesa, od 7 do 30 września 2004
- Jerzy Miller od 30 września 2004 do 8 września 2006
- Andrzej Sośnierz od 8 września 2006 do 5 listopada 2007
- Jacek Grabowski, p.o. prezesa, od 5 listopada 2007 do 4 grudnia 2007
- Jacek Paszkiewicz od 4 grudnia 2007 do 5 czerwca 2012
- Zbigniew Teter, p.o. prezesa, od 5 czerwca 2012 do 26 czerwca 2012
- Agnieszka Pachciarz od 26 czerwca 2012 do 19 grudnia 2013
- Marcin Pakulski, p.o. prezesa, od 19 grudnia 2013[7] do 28 lutego 2014
- Wiesława Anna Kłos, p.o. prezesa, od 1 marca 2014 do 2 czerwca 2014
- Tadeusz Jędrzejczyk od 3 czerwca 2014 do 11 marca 2016[8]
- Andrzej Jacyna od 15 czerwca 2018 do 17 lipca 2019 (p.o. prezesa od 14 marca 2016)
- Adam Niedzielski od 10 października 2019 do 26 sierpnia 2020 (p.o. prezesa od 18 lipca 2019)
- Filip Nowak od 6 listopada 2021 (p.o. prezesa od 26 sierpnia 2020)[9]

Zastępca prezesa
- Marek Augustyn od 5 lutego 2024[10]
- Jakub Szulc od 2 lipca 2024[11]

Zastępca prezesa ds. mundurowych
- Miłosz Anczakowski od 13 marca 2024[12]

Zastępca prezesa ds. operacyjnych
- vacat

Zastępca prezesa ds. medycznych
- vacat

Zastępca prezesa ds. finansowych
- vacat

byli Zastępcy prezesa
- Małgorzata Dziedziak od 1 marca 2022 do maja 2024[13]

byli Zastępcy prezesa ds. operacyjnych
- Adam Niedzielski od 12 lipca 2018 do 10 października 2019[14]
- Filip Nowak od 29 listopada 2019 do 26 sierpnia 2020[15]

byli Zastępcy prezesa ds. medycznych
- Mirosław Manicki od maja 2003 do października 2003
- Andrzej Majewski od października 2003 do marca 2004
- Michał Kamiński od marca 2004 do?
- Jacek Grabowski od do 16 lipca 2009
- Maciej Dworski od 24 sierpnia 2009 do?
- Marcin Pakulski od 16 września 2012 do 4 sierpnia 2014
- Krzysztof Tuczapski od 4 sierpnia 2014 do 1 lutego 2016
- Andrzej Jacyna od 1 lutego 2016 do 15 czerwca 2018
- Bernard Waśko od 11 kwietnia 2019 do września 2022[16]

byli Zastępcy prezesa ds. finansowych
- Marek Mazur
- Dorota Puka
- Wiesława Kłos od października 2012 do 18 sierpnia 2014
- Julita Jaśkiewicz od 18 sierpnia 2014 do listopada 2015
- Maciej Miłkowski od 15 lutego 2016 do 18 czerwca 2018

byli Zastępcy ds. służb mundurowych
- Marek Lejk od 2004 do maja 2008
- Dariusz Wasilewski
- Zbigniew Teter od 9 maja 2008 do marca 2016
- Dariusz Tereszkowski-Kamiński od 27 czerwca 2018[14] do 4 grudnia 2019[17]